# Zazpiak Bat

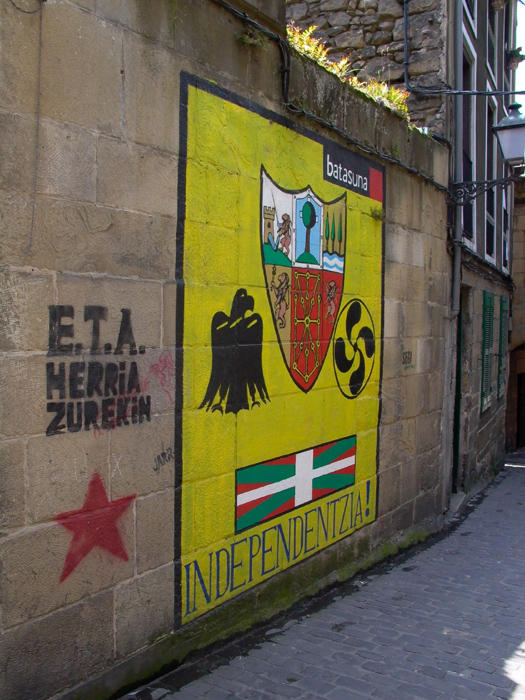
Pintura mural a Pasaia, Guipúscoa (2003), amb l'anagrama de Batasuna (a dalt a la dreta), i diferents símbols nacionals bascos: el Zazpiak Bat (centre), l'àliga negra o Arrano Beltza (esquerra), un lauburu (dreta) i la ikurriña (a sota). L'ordre dels escuts al Zazpiak Bat és alfabètic, que és el que se sol fer servir actualment: a la filera de dalt, d'esquerra a dreta, els escuts d'Àlaba, Biscaia i Guipúscoa, i a sota, els escuts de Lapurdi, Navarra i Zuberoa

Zazpiak bat en basc significa 'set en una' o bé 'les set [en fan] una' (zazpi=7, bat=1), i s'empra com a lema per a referir-se a la unitat dels set territoris d'Euskal Herria (el poble i el territori de la llengua basc) País Basc en una sola pàtria. L'expressió també designa l'escut que representa aquesta mateixa idea.

## Història
El lema Zazpiak Bat fou formulat per primer cop pel lingüista navarrès Arturo Campión Jaimebon el 1876 amb la publicació del seu llibre Consideraciones acerca de la cuestión foral y los carlistas en Navarra. Antoine d'Abbadie, amb l'organització dels actes anomenats Congrès et Fêtes de la Tradition Basque a Donibane Lohizune sota el lema zazpiak bat, contribuí a la popularització de l'expressió, i en l'edició de 1892 es representà amb un escut dissenyat per Jean Jaurgain que recollia els sis escuts dels set territoris, amb el mateix escut per a la baixa i alta Navarra, ja que les dues Navarres (Alta i Baixa) en van a ser una politicamanet durant 1200-1530 i en la divisió tradicional del País Basc és discutible si són un sol territori o dos. Aquest escut es considera l'escut d'Euskal Herria (País Basc).
Als anys setanta proliferaren a Euskadi Nord les pintades 3 + 4 = 1, que venien a traduir zazpiak bat en termes matemàtics.
Les expressions hirurak bat ('tres en una') i laurak bat ('quatre en una') s'han fet servir en 1765 i 1881, diferents moments de la història per reivindicar, respectivament, la unitat dels tres territoris que actualment formen la comunitat autònoma d'Euskadi, i la d'aquests tres amb Navarra.

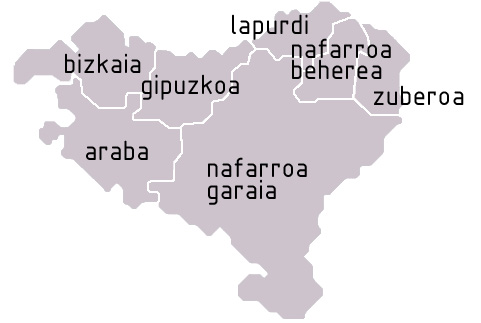
Els set territoris històrics del País Basc amb els seus noms bascos